# 10 Heures de Suzuka
Les 10 Heures de Suzuka (anciennement 1 000 kilomètres de Suzuka) est une compétition annuelle de course d'endurance pour voitures de sport qui se tient sur le circuit de Suzuka.
Cette épreuve fait partie du championnat japonais Super GT.
La course faisait auparavant partie du championnat All Japan Sports Prototype Championship (Championnat du Japon de Sport-Prototypes) et plus tard du Championnat du monde des voitures de sport avant que ces séries disparaissent. Puis, la course fait partie de différentes séries d'endurance tel que la série Super Taikyu. En 2006, la course a été intégrée pour la première fois dans le calendrier de Super GT. Auparavant, la course était ouverte aux séries JGTC (Japan Grand Touring Championship) et Super GT, mais avec seulement une poignée de concurrents pour la série Super GT.
En quelques années, un changement de longueur de course intervient : dans la Super GT 2009, la course a été raccourcie à 700 km comme une contre-mesure d'augmentation des coûts et des émissions de CO², en partie due à la crise économique, par exemple. En 2010, la course a été de nouveau raccourcie pour une longueur de 700 km.
En 2017, la course marque la dernière édition sous le championnat Super GT, depuis 2018 le format de la course passe à 10 Heures l'épreuve fait désormais partie du championnat Intercontinental GT Challenge organisé par SRO.
Un seul pilote détient le record de quatre victoires : Kunimitsu Takahashi (1973, 1984, 1985, 1989).

## Palmarès
| Année | Pilotes                                                  | Voitures                  | Championnat                  | Longueur/Durée |
| ----- | -------------------------------------------------------- | ------------------------- | ---------------------------- | -------------- |
| 1966  | Sachio Fukuzawa Tomohiko Tsutsumi                        | Toyota 2000GT             | Pas inscrit à un championnat | 500 km         |
| 1967  | Shintaro Taki Kenjiro Tanaka                             | Porsche 906               | Pas inscrit à un championnat | 12 heures      |
| 1968  | Sachio Fukuzawa Hiroshi Fushida                          | Toyota 7                  | Pas inscrit à un championnat | 1000 km        |
| 1969  | Tomohiko Tsutsumi Jiro Yoneyama                          | Porsche 906               | Pas inscrit à un championnat | 12 heures      |
| 1970  | Kawakami Nishino Koji Fujita                             | Nissan Fairlady Z432      | Pas inscrit à un championnat | 1000 km        |
| 1971  | Yoshimasa Kawaguchi Hiroshi Fushida                      | Porsche 910               | Pas inscrit à un championnat | 1000 km        |
| 1972  | Harukuni Takahashi Kenichi Takeshita                     | Toyota Celica 1600GT-R    | Pas inscrit à un championnat | 1000 km        |
| 1973  | Kunimitsu Takahashi Kenji Tohira                         | Nissan Fairlady Z432R     | Pas inscrit à un championnat | 1000 km        |
| 1980  | Hironobu Tatsumi Naoki Nagasaka                          | March 75S-Mazda           | Pas inscrit à un championnat | 1000 km        |
| 1981  | Bob Wollek Henri Pescarolo                               | Porsche 935 K3            | Pas inscrit à un championnat | 1000 km        |
| 1982  | Naohiro Fujita Naoki Nagasaka                            | BMW M1                    | Pas inscrit à un championnat | 1000 km        |
| 1983  | Naohiro Fujita Vern Schuppan                             | Porsche 956               | JSPC                         | 1000 km        |
| 1984  | Kunimitsu Takahashi Kenji Takahashi (de) Geoff Lees      | Porsche 956               | JSPC                         | 1000 km        |
| 1985  | Kunimitsu Takahashi Kenji Takahashi (de)                 | Porsche 962C              | JSPC                         | 1000 km        |
| 1986  | Jiro Yoneyama Hideki Okada Tsunehisa Asai                | Porsche 956               | JSPC                         | 1000km         |
| 1987  | Geoff Lees Masanori Sekiya Hitoshi Ogawa                 | Toyota 87C                | JSPC                         | 1000 km        |
| 1988  | Hideki Okada Stanley Dickens                             | Porsche 962C              | JSPC                         | 1000 km        |
| 1989  | Kunimitsu Takahashi Stanley Dickens                      | Porsche 962C              | JSPC                         | 1000km         |
| 1990  | Kazuyoshi Hoshino Toshio Suzuki                          | Nissan R90CP              | JSPC                         | 1000 km        |
| 1991  | Roland Ratzenberger Pierre-Henri Raphanel Naoki Nagasaka | Toyota 91C-V              | JSPC                         | 1000 km        |
| 1992  | Derek Warwick Yannick Dalmas                             | Peugeot 905 Evo 1B        | WSC                          | 1000 km        |
| 1993  | Takao Wada Toshio Suzuki                                 | Nissan R92CP              | JGTC                         | 1000 km        |
| 1994  | Jean-Pierre Jarier Bob Wollek Jesús Pareja               | Porsche 911 Turbo S LM-GT | BPR Global GT Series         | 1000 km        |
| 1995  | Ray Bellm Maurizio Sandro-Sala Masanori Sekiya           | McLaren F1 GTR            | BPR Global GT Series         | 1000 km        |
| 1996  | Ray Bellm James Weaver JJ Lehto                          | McLaren F1 GTR            | BPR Global GT Series         | 1000 km        |
| 1997  | Alessandro Nannini Marcel Tiemann                        | Mercedes-Benz CLK-GTR     | FIA GT                       | 1000 km        |
| 1998  | Bernd Schneider Mark Webber                              | Mercedes-Benz CLK LM      | FIA GT                       | 1000 km        |
| 1999  | Osamu Nakako Ryo Michigami Katsutomo Kaneishi (en)       | Honda NSX GT500           | Pas inscrit à un championnat | 1000 km        |
| 2000  | Juichi Wakisaka Katsutomo Kaneishi (en) Daisuke Itō      | Honda NSX GT500           | Pas inscrit à un championnat | 1000 km        |
| 2001  | Hironori Takeuchi Yuji Tachikawa Shigekazu Wakisaka      | Toyota Supra GT500        | Pas inscrit à un championnat | 1000 km        |
| 2002  | Juichi Wakisaka Akira Iida Shigekazu Wakisaka            | Toyota Supra GT500        | Pas inscrit à un championnat | 1000 km        |
| 2003  | Ryo Michigami Sébastien Philippe                         | Honda NSX GT500           | Pas inscrit à un championnat | 1000 km        |
| 2004  | Ryo Michigami Sébastien Philippe Daisuke Itō             | Honda NSX GT500           | Pas inscrit à un championnat | 1000 km        |
| 2005  | André Couto Ronnie Quintarelli Hayanari Shimoda          | Toyota Supra GT500        | Pas inscrit à un championnat | 1000 km        |
| 2006  | Benoît Tréluyer Kazuki Hoshino Jérémie Dufour            | Nissan Fairlady Z GT500   | Super GT                     | 1000 km        |
| 2007  | André Lotterer Juichi Wakisaka Oliver Jarvis             | Lexus SC430 GT500         | Super GT                     | 1000 km        |
| 2008  | Tsugio Matsuda Sébastien Philippe                        | Nissan GT-R GT500         | Super GT                     | 1000 km        |
| 2009  | Hiroaki Ishiura Kazuya Oshima                            | Lexus SC430 GT500         | Super GT                     | 700 km         |
| 2010  | Ralph Firman Yuji Ide Takashi Kobayashi                  | Honda HSV-010 GT GT500    | Super GT                     | 700 km         |
| 2011  | Loïc Duval Takashi Kogure                                | Honda HSV-010 GT GT500    | Super GT                     | 500 km         |
| 2012  | Masataka Yanagida Ronnie Quintarelli                     | Nissan GT-R GT500         | Super GT                     | 1000 km        |
| 2013  | Naoki Yamamoto Frédéric Makowiecki                       | Honda HSV-010 GT GT500    | Super GT                     | 1000 km        |
| 2014  | Kazuki Nakajima James Rossiter                           | Lexus RC-F GT500          | Super GT                     | 1000 km        |
| 2015  | Daisuke Itō James Rossiter                               | Lexus RC-F GT500          | Super GT                     | 1000 km        |
| 2016  | Hiroaki Ishiura Yuji Tachikawa                           | Lexus RC-F GT500          | Super GT                     | 1000 km        |